# Burke County, North Dakota
Burke County är ett administrativt område i delstaten North Dakota, USA, med 1 968 invånare. Den administrativa huvudorten (county seat) är Bowbells. Countyt har fått sitt namn efter politikern John Burke.

## Geografi
Enligt United States Census Bureau så har countyt en total area på 2 924 km². 2 859 km² av den arean är land och 67 km² är vatten. 

### Angränsande countyn
- Renville County - öst
- Ward County - sydöst
- Mountrail County - syd
- Williams County - sydväst
- Divide County - väst
- gränsar till Kanada i norr